# Bresternica (Maribor)

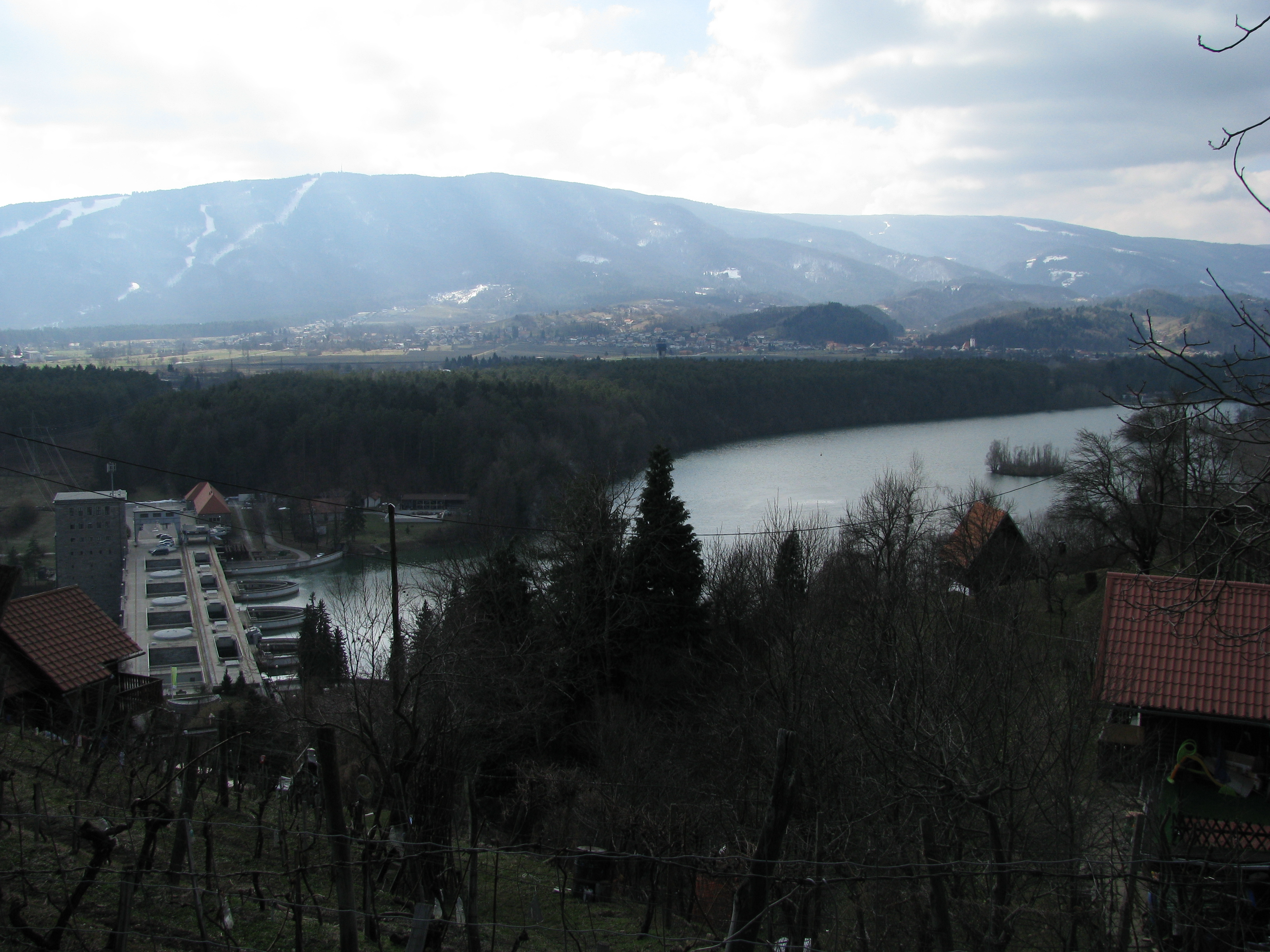
Stausee Mariborsko jezero (von den Höhen östlich Bresternica gesehen)

Bresternica (deutsch Tresternitz) ist der Name einer Ortschaft im Bezirk Bresternica-Gaj der Stadtgemeinde Maribor in Slowenien. Sie liegt im Nordosten des Landes in der historischen Landschaft Spodnja Štajerska (Untersteiermark) und zugleich in der statistischen Region Podravska.

## Geschichte
Bresternica wird vor 1193 unter dem Namen Prezech genannt.  Im September 1532  überquerte das Heer von Sultan Süleyman I. nach der Belagerung von Kőszeg und der erfolglosen Belagerung von Marburg bei Bresternica mittels einer Pontonbrücke über die Drau.

## Lage
Bresternica liegt 5 km westlich von Maribor, auf der Terrasse zwischen der Drau und den steilen Hängen des Kozjak-Gebirges (Brestrniški vrh, 489 m), nördlich des Mariborer Stausees Mariborsko jezero gegenüber von Limbus. Im Westen des Ortes liegen die Ortschaften Srednje und Jelovec, im Norden Šober (Maribor) und im Osten Kamnica. Südlich des Ortskerns verläuft die slowenische Hauptstraße 1 (Glavna cesta 1) parallel zur Drau.

## Sehenswürdigkeiten
- Mariborsko jezero